# إدغار فاوست
إدغار فاوست (بالإنجليزية: Edgar Fawcett) (26 مايو 1847، نيويورك في الولايات المتحدة - 2 مايو 1904)؛ كاتب، شاعر، كاتب للأطفال وروائي أمريكي.

## روابط خارجية
- إدغار فاوست على موقع قاعدة بيانات برودواي على الإنترنت (الإنجليزية)